# Мамонов, Николай Евграфович
Николай Евграфович Мамонов (1829—1888) — русский врач, основатель Московского общества русских врачей.
Родился 24 апреля (6 мая) 1829 года в купеческой семье. Окончил 1-ю Московскую гимназию (1846) и медицинский факультет Московского университета (1851). В 1867 году получил степень доктора медицины за диссертацию: «О причинах эндемической каменной болезни». В 1870—1873 гг. был редактором «Московской медицинской газеты», где также поместил и ряд своих статей. В 1876 году он был назначен вице-директором медицинского департамента Министерства внутренних дел, а в 1881 году — директором департамента.
Мамоновым был составлен «Исторический очерк Общества русских врачей в Москве (1861—1875)» (М.: в Университетской тип. (Катков), 1875). По инициативе Мамонова были собраны и им просмотрены «Материалы для истории медицины в России» (Вып. I-IV. — СПб.: тип. М. М. Стасюлевича, 1881—1885). Им была также напечатана книга: «Проституция с санитарной точки зрения» (М., 1876).